# グルペット
グルペットあるいはグルッペット（イタリア語: gruppetto） とは、自転車ロードレースの山岳コースで、メイン集団から脱落した選手たちの集団を指す用語。イタリア語では単に「小集団 」の意であり、必ずしも「脱落した選手たちの集団」という含意はないが（逃げ集団であっても追走集団であっても、小集団であればグルッペットと呼びうる）、自転車ロードレース用語としては特に「タイムアウトにならないように協力して走る、メイン集団から脱落した選手たちの集団」という意味で使われている（イタリア語版参照のこと）。仏語圏や英語圏ではオートビュス（仏: Autobus、フランス語でバスの意味）とも呼ばれる。本記事では便宜上、以下グルペットの表記で統一する。

## 概要
ステージレースでは各ステージで優勝者から一定時間以内にゴールしなければ時間切れで失格となり、翌日以降のステージに出場できなくなる。上り坂の続く山岳ステージでは、上りの苦手なスプリンターなどは、大きく遅れてタイムアウトの危険がある。このため、遅れた選手たちが集団で協力して走行し、タイムアウトを避けようとする。
ロードレースでは、急な上り坂以外では一人で走るよりも集団で走る方が、はるかに楽に速く走ることができる。そのため少人数では先頭との差が広がる一方だが、ある程度以上の集団なら平地や下り坂、緩斜面の上り坂で先頭との差を縮めたり、広がらないようにすることができる可能性がある。
さらにステージレースにおける制限時間は、当該ステージの優勝選手の平均速度・ゴールタイムやステージ形態を元に定められることが多いが、その算出には多少複雑な計算を必要とするため、かつては集団内に素早く計算のできる選手を含めることで計算ミスによるタイムアウトを防げるというメリットもあった（現在は無線技術の発達等により、多くの場合チームスタッフから正確な制限時間を教えてもらうことが可能なため、このメリットは薄れている）。
またもし大きく遅れても、その人数が多いと救済措置を受けタイムアウトとならない場合もある。一例としてツール・ド・フランスにおいては、本来の制限時間に間に合わない選手がその日の出走選手数の20%を超えている場合は、主催者の裁量で制限時間を延長することが可能であり、これにより集団で遅れた選手はタイムアウトを免れることが多い。ただしあくまで裁量によるものなので、確実に救済されるわけではない上、救済に際してスプリントポイントの剥奪など別途ペナルティを課されることもある。

## グルペットの形成
急な上り坂で集団の中から「グルペット！」と声があがる。これは有力なスプリンターがグルペットを作る“集まれ！”の合図である。この声に呼応して何人かの選手が遅れていき、集団を形成する。グルペットの発端になるのは有力選手に限られ、そうでない選手は単独で集団から遅れて行かざるを得ない場合が多い。
グランツールでのグルペットは、かつてはロビー・マキュアン（2012年引退）を中心として形成されることが多かったため、『J SPORTS cycle road race』では、解説者の栗村修がこれを「マキュアン友の会」と称していた。
その後、ツール・ド・フランス2009にてマーク・カベンディッシュが何度もグルペットを引率する姿が見られたことから、栗村は彼を2代目友の会会長の候補に挙げていた。
グルペットを形成するのは、スプリンターなど上りの苦手な選手が多いが、仕事を終えたアシストなども参加する。時にはそれほど上り坂を苦手としていない選手が、翌日以降のステージに備えて体力を温存するために参加することもある。
なお、一度選手がグルペットに吸収されると、仮に体力に余裕があった場合でも、そこからアタックをかけることは基本的に許されないとされる（不文律の一つ）。
ツール・ド・フランス2009の実況にて、栗村修は初参戦してグルペットにも加わった新城幸也、別府史之らの話として、「登りで遅い分タイムアウトにならないよう平地では時として先頭集団以上のペースで走る」という話題を紹介していた。